# International Superhits!
International Superhits! je kompilace největších hitů skupiny Green Day. Vyšlo 13. listopadu 2001, 12 let od vzniku skupiny. Nachází se na něm všechny nejúspěšnější písně Green Day do roku 2000 a 2 nové písně „Maria“ a „Poprocks and Coke“.

## Seznam písní
1. Maria
2. Poproks and Coke
3. Longview
4. Welcome To Paradise
5. Basket Case
6. When I Come Around
7. She
8. Jason Andrew Relva
9. Geek Stink Breath
10. Brain Stew
11. Jaded
12. Walking Contradiction
13. Stuck With Me
14. Hitchin'A Ride
15. Good Riddance (Time Of Your Life)
16. Redundant
17. Nice Guys Finish Last
18. Minority
19. Warning
20. Waiting
21. Macy's Day Parade